# S-Kurven-Konzept

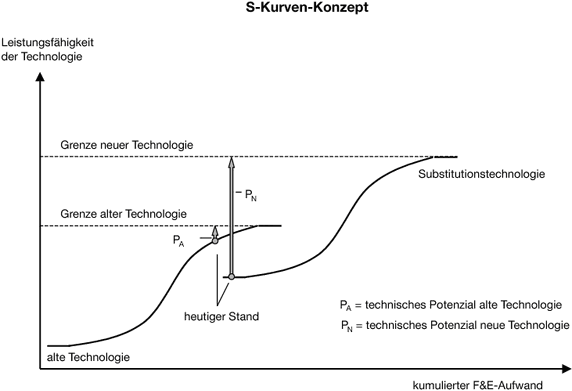
Potenziale und Grenzen von Technologien

Das S-Kurven-Konzept ist ein Instrument des strategischen Innovationsmanagements. Dem Modell liegt die Annahme zugrunde, dass Technik bezüglich ihres Weiterentwicklungspotentials immer an technische Leistungsgrenzen stößt. Somit dient es zur Erkennung von möglichen Techniksprüngen und unterstützt Unternehmen bei der Entscheidung, zu einer neuen Technik zu wechseln bzw. eine solche zu entwickeln.
"Die S-Form ist eine graphische Darstellung des Verhältnisses zwischen dem Aufwand für die Verbesserung eines Produktes oder Prozesses und den Ergebnissen, die man durch diese Investition erzielt." Die Steigung der Kurve beschreibt dabei den Gewinn an Leistungsfähigkeit durch einen zusätzlichen Aufwand an Forschungs- und Entwicklungsarbeit, also die Produktivität der Forschung und Entwicklung.

## Grundlage des S-Kurven Konzeptes

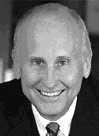
Richard N. Foster

Das S-Kurven-Konzept nach Foster (Mitarbeiter der Unternehmensberatung McKinsey) gründet auf dem Technologielebenszyklus-Modell nach Arthur D. Little, wonach sich Technologien einem idealtypischen Lebenszyklus, ähnlich wie Produkte dem Produktlebenszyklus, entwickeln. Mithilfe dieses Modells kann das Wettbewerbspotenzial von Technologien in Abhängigkeit von der Zeit abgetragen werden. Es wird davon ausgegangen, dass sich Technologien im Zeitverlauf in verschiedenen Phasen entwickeln. Unterteilt werden in diesem Zusammenhang:
- die Entstehungsphase (Forschung und Entwicklung),
- die Wachstumsphase,
- die Reifephase sowie
- die Phase der Alterung bzw. der Abschöpfung.

Weiterhin können zu diesen Zeitabschnitten diverse Typen von Technologien klassifiziert werden.

## Besonderheiten des Technologielebenszyklus

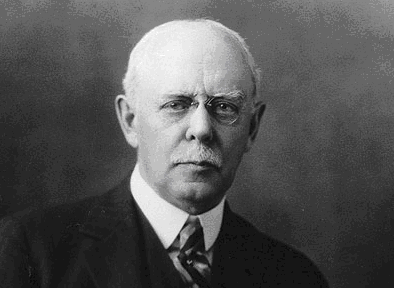
Arthur D. Little

Es ist wichtig zwischen den technologischen sowie den strategischen Lebenszyklusphasen einer Industrie zu unterscheiden. Es ist beispielsweise möglich, dass eine bestimmte Industrie bereits die Reifephase erreicht hat, während sich ihre Schlüsseltechnologie noch in der Wachstumsphase befindet. Idealerweise durchläuft die Technologie allerdings die Phasen in der in Punkt 3 erläuterten Reihenfolge. Die Entwicklung von Technologien ist dabei gekennzeichnet durch:
- ihre Kapazitätsauslastung während der Nutzungsdauer sowie
- ihre strategische Bedeutung in den einzelnen Industrien.

Es ist jedoch möglich, dass Technologien nicht den gesamten Lebenszyklus durchlaufen, da sie während ihres Markteinsatzes verdrängt oder aufgegeben werden. Dies geschieht unter anderem dadurch, weil:
- sie eine verringerte Bedeutung für den Wettbewerb darstellen bzw. ihre ursprüngliche Leistungsfähigkeit überschätzt wurde oder
- sie durch das wirtschaftliche Umfeld nicht erfordert werden oder
- andere Technologien als leistungsfähiger erkannt werden und somit deren praktische Anwendbarkeit in den Vordergrund rückt.

Ebenfalls möglich sind unterschiedliche Merkmalsausprägungen von Technologien in den einzelnen Industrien. Beispielsweise kann es geschehen, dass dieselbe Technologie in einer Industrie bereits als Basistechnologie vorliegt, in einer anderen allerdings erst als Schlüsseltechnologie verwendet wird. Es folgt ein Wettbewerbsvorteil von Unternehmen der erstgenannten Industrie, da diese von einer besser entwickelten technologischen Position profitieren. Eine weitere Folge dieses Zusammenhangs ist aber auch, dass die Weiterentwicklung von Technologien, die in verschiedenen Industrien Anwendung finden, mit einer höheren Wahrscheinlichkeit vollzogen wird. Es muss allerdings gewährleistet sein, dass diese Technologie auch Wettbewerbspotenziale in den verschiedenen Industrien aufweist.

## Klassifizierung von Technologietypen

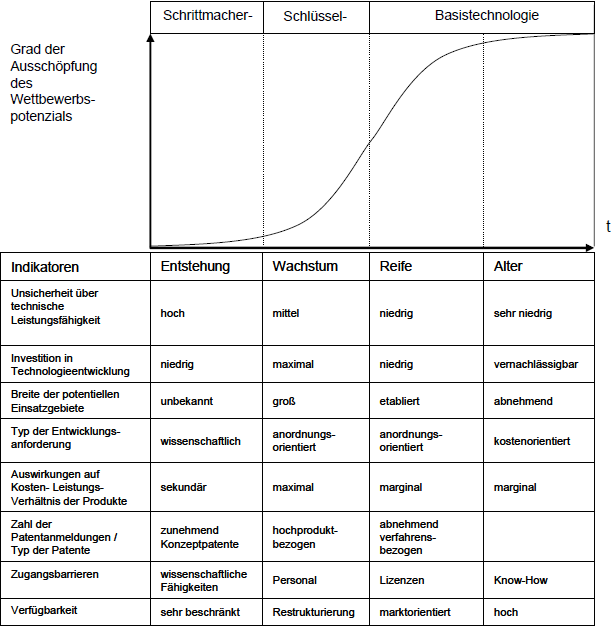
Typen und Phasen von Technologien sowie die Ausprägungen diverser Indikatoren

Hinter jedem Technologietyp verstecken sich unterschiedliche Wettbewerbspotenziale. Diese beeinflussen die Wettbewerbsfähigkeit von Produkten 
hinsichtlich ihrer Leistungsmerkmale sowie ihrer Produktionskosten
Schrittmachertechnologien bezeichnen in diesem Zusammenhang neu entwickelte Technologien, deren Anwendbarkeiten auf dem Markt noch relativ gering sind. Es ist dennoch zu erkennen, dass sie bedeutende Auswirkungen auf den Wettbewerb haben können; sie befinden sich im Stadium der Produktentwicklung.
Schlüsseltechnologien können einen deutlich größeren Einfluss auf die Wettbewerbsfähigkeit von Produkten haben, welche beispielsweise mittels Differenzierungen realisiert werden können. Des Weiteren sind sie mit einem erheblichen technischen Fortschritt gerüstet, welcher zwar durch einen sehr hohen Investitionsaufwand beschafft werden muss, allerdings dadurch diesen Technologien ihre Leistungsstärke gibt. Dieser Typ der Technologie ermöglicht somit eine Differenzierungsstrategie, da Vorteile am Markt ausgenutzt werden können.
Basistechnologien sind ehemalige Schlüsseltechnologien, welche allerdings aufgrund ihres Alters im Wettbewerb bereits an Bedeutung verloren haben. Wie der Name bereits andeutet, stellen diese eine bereits gewisse entwickelte Basis aller Wettbewerber auf dem Markt dar, da sie von allen Konkurrenten in dem jeweiligen Industriezweig beherrscht wird. Ein Beispiel hierfür ist unter anderem das Backen von Brötchen mit Mehl. Basistechnologien spiegeln somit einen unverzichtbaren Bestandteil von Technologien in der Industrie wider, ohne welchen diese nicht in ihrer jetzigen Form existieren würde. Es ist allerdings zu betonen, dass dieser letztgenannte Typ keine bzw. kaum noch Wettbewerbsvorteile mit sich bringt. Um den wahren Technologietyp identifizieren zu können und eine Verwechslung von Schlüssel- und Basistechnologien zu vermeiden, ist eine strikte Trennung der Bedeutung von Technologien für die Industrie bzw. die Produktion notwendig.
Querschnittstechnologien sind solche Basis- bzw. Schlüsseltechnologien, die in unterschiedlichen Branchen und bei unterschiedlichen Anwendungen Rationalisierungs-, Effizienzsteigerungs- oder z. B. Energieeinsparungseffekte hervorbringen (können).

## Normstrategien der Lebenszyklusphasen

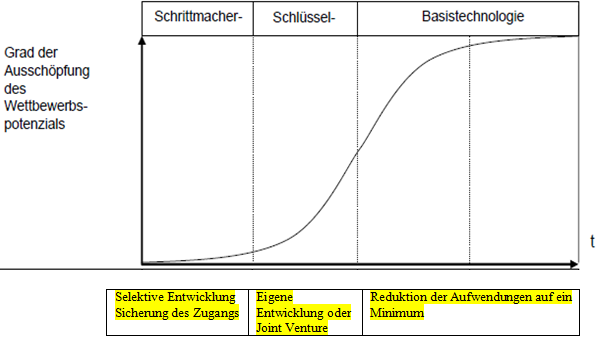
Normstrategien der Technologietypen

Um eine erfolgreiche Entwicklung einer Geschäftseinheit am Markt zu unterstützen, ist der Einsatz von Schrittmachertechnologien notwendig. Hinsichtlich der strategischen Führung sollten Unternehmen einige der bereits definierten Schrittmachertechnologien durch Investition und Konstruktion selbst zu Schlüsseltechnologien entwickeln. Da eine hohe Investitionsintensität in der Forschungs- und Entwicklungsphase damit einhergeht, ist die Selektion rentabler Geschäftseinheiten notwendig. Dadurch werden die Investitionstätigkeiten in die wichtigen Schrittmachertechnologien vorangetrieben.
Schlüsseltechnologien spielen eine bedeutende Rolle, um Geschäftseinheiten erfolgreich am Markt zu etablieren. Aufgrund dessen sind die Kontrolle der Wettbewerbsposition, die eigene Entwicklungstätigkeit sowie gegebenenfalls die Kooperation mit Lieferanten von Materialien und Komponenten von erheblicher Bedeutung. Es gilt also diesen enormen Investitionsaufwand durch eine gesteigerte strategische Handlungsintensität zu schützen und somit ebenfalls die Phase der Schlüsseltechnologie zeitlich auszudehnen.
Bei einem Übergang von Schlüsseltechnologien zu Basistechnologien sollte die Investitionstätigkeit reduziert werden. Es empfiehlt sich hierbei eine Abschöpfungs- bzw. Desinvestitionsstrategie. Zu beachten gilt es dabei, dass hierbei nicht die Verringerung der Outputmenge gemeint ist, da die Technologie dennoch notwendig ist, um am Markt erfolgreich zu sein. Diese Normstrategie bezieht sich lediglich auf die Höhe möglicher Investitionen. Oftmals stellt gerade dieser Übergang ein großes praktisches Problem im betriebswirtschaftlichen Handeln dar, da sich Unternehmen auf bestimmte Technologien spezialisiert haben und diese ehemaligen Schlüsseltechnologien als Grundlage des Erfolges am Markt galten. Durch die Entwicklung hin zu Basistechnologien fällt oft ein wichtiger Wettbewerbsvorteil weg. Dennoch ist es sinnvoll, den Entwicklungsaufwand auf ein Minimum zu beschränken, da Technologien in dieser Phase von allen Wettbewerbern genutzt und beherrscht werden.

## Praktische Umsetzung der S-Kurve

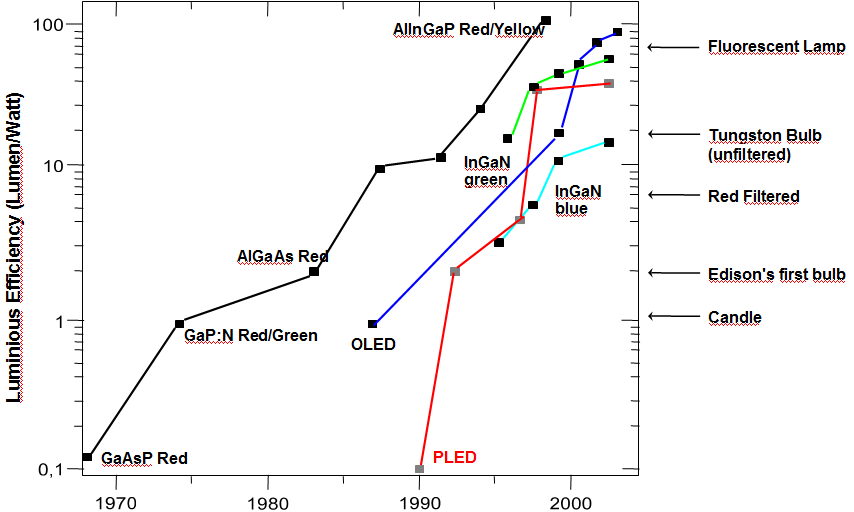
S-Kurve der Tire-Cord-Technologie

In der Praxis findet dieses Konzept Anwendung, um den optimalen Zeitpunkt zum Übergang von einer bestehenden Technologie auf eine innovative Technologie zu bestimmen. Dadurch können Investitionen in unrentable Technologien reduziert und somit erfolgversprechende innovative Technologien gefördert werden. Durch die Bestimmung des optimalen Übergangszeitpunktes ergeben sich für die Unternehmen Wettbewerbsvorteile gegenüber Konkurrenten, da Potenziale von Technologien optimal ausgenutzt werden können.
Zur Bestimmung dieses optimalen Zeitpunktes ist allerdings das Aufstellen der S-Kurve von Notwendigkeit. Foster empfiehlt dabei in folgenden vier Schritten vorzugehen:
a) Identifikation technologischer Alternativen
Im ersten Schritt sollte das bisherige Vorgehen zur Problemlösung erkannt und anschließend weitere mögliche Alternativen aufgelistet werden. In diesem Zusammenhang findet allerdings keine Bewertung der Alternativen statt.
b) Identifikation relevanter Leistungsparameter
Nun sollten zuerst relevante Produktnutzergruppen herausgefiltert werden, um folgend deren Leistungsparameter bzw. Ansprüche an das Produkt zu identifizieren. Somit soll eine Verbindung zu technologischen Charakteristika der jeweiligen Technologie hergestellt werden. Es gilt allerdings zu beachten, dass sich die Ansprüche an eine Technologie in der Zeit verändern, aber dass Vergangenheitsdaten als Anhaltspunkt herangezogen werden dürfen.
c) Ermittlung technologischer Leistungsgrenzen
Im dritten Schritt sollten die Grenzen der Leistungsparameter eingeschätzt werden, um somit auch die Grenzen der gesamten Technologie bestimmen zu können. Wichtig ist auch eine numerische Schätzung der identifizierten limitierenden Mechanismen vorzunehmen. Das Ergebnis dieses Schrittes ist für die Praxis von erheblicher Bedeutung, da nun das technologische Entwicklungspotenzial als Differenz aus dem :geschätzten Limit der neuen Technologie und dem heutigen Technologiestand ermittelbar ist.
d) Ermittlung der S-Kurve
Der letzte Schritt befasst sich mit der grafischen Umsetzung. Diese ist mithilfe eines mathematischen Ansatzes möglich. Dazu sollten drei Punkte auf der Kurve gefunden werden. Diese können beispielsweise zwei historische Datenpunkte sowie das berechnete Limit der Technologie sein. Wichtig ist es, den dafür notwendigen Forschungs- und Entwicklungsaufwand zu bestimmen und abzutragen. Abschließend können die Grenzen der Technologie als horizontale Linien eingezeichnet werden, wodurch eine Prognose der künftigen Leistungsperformance unterstützt wird.

## Grenzen und Probleme der Modelle

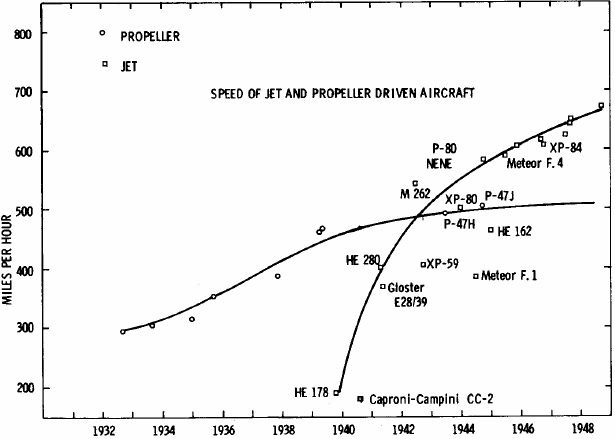
Abweichen des S-förmigen Technologieentwicklungsverlaufs Antriebstechnologie bei Flugzeugen

Wie bereits beschrieben wurde, basiert das S-Kurven-Konzept auf der Grundlage des idealisierten Technologielebenszyklus-Modells. Schon allein der Begriff der Idealisierung lässt vermuten, dass Kritikpunkte an diesen Modellen vorhanden sind und sie somit sehr sensibilisiert in der Praxis angewendet werden sollten. Beim Modell des Technologielebenszyklus werden beispielsweise sehr verschiedene Kriterien zur Einordnung einer Technologie verwendet. Zu diesen wiederum existiert ebenfalls keine Gewichtung. Kritikpunkte können allerdings durch die Weiterentwicklung des S-Kurven-Modells vernachlässigt werden, nämlich das Vermissen eindeutiger Handlungsempfehlungen sowie die fehlende Möglichkeit des Vergleichs von Technologien hinsichtlich ihrer Vorteilhaftigkeit. Allerdings ist auch dieses Modell problembehaftet. Vor allem bei der Operationalisierung dieser Theorie stößt man in der Praxis auf Schwierigkeiten, da speziell firmenspezifische sowie situative Aspekte bei der Entscheidung eines Technologiewechsels eine erhebliche Rolle spielen. Des Weiteren gestaltet sich die Einschätzung der Eigenschaften einer noch nicht entwickelten Technologie kompliziert. Darüber hinaus ist die Inputgröße ein Problem, da es teilweise nicht möglich ist die Forschungs- und Entwicklungsaufwendungen zu ermitteln. Dadurch, dass somit häufig mit der Zeit als Einflussgröße gerechnet wird, entstehen wiederum Verzerrungen der S-Kurve. Weiterhin ist das Vorhandensein der S-Form als notwendige Bedingung vorausgesetzt, ohne dass dafür eine inhaltliche Begründung geliefert wird. In der Praxis existieren auch Technologien, die diesem Kurvenbild nicht folgen. Der Einsatz dieses Instrumentes lässt somit keine eindeutigen Handlungsempfehlungen für Investitionsstrategien von Unternehmen zu, sondern eine Verknüpfung mit kompatiblen Instrumenten erscheint als sinnvoll.